# Philippe Camus
Philippe Camus (* 28. Juni 1948 in Paris) ist ein französischer Geschäftsmann. Von 2000 bis 2005 war er Co-CEO bei der EADS. Seit dem 1. Oktober 2008 ist er der Non-Executive Chairman von Alcatel-Lucent. Am 1. September 2015 wurde er zusätzlich zum Interim-CEO ernannt und ist somit der letzte CEO von Alcatel-Lucent vor der Fusion mit Nokia.

## Biographie
Camus studierte von 1967 bis 1971 Wirtschaft und Finanzen am Institut d’études politiques de Paris sowie Physik an der École normale supérieure in Paris. 1972 begann er seine Arbeit in der Finanzabteilung von Caisse des Dépôts et Consignations als Financial Analyst und Portfolio Manager. 1976 wurde er Leiter des Fixed Income Directorate. Während seiner Leitung steigerte Caisse des Dépôts et Consignations den operativen Profit am Markt für Bonds signifikant, weshalb man ihm die Modernisierung des französischen Bond-Markts zuschreibt. 1980 erhielt er einen Doktortitel in Versicherungsmathematik.
1982 wechselte Camus zur Lagardère Group und wurde dort 1993 zum Aufsichtsratsvorsitzenden ernannt. Seit 1998 ist er 'Co-managing partner' des Unternehmens. Von 1987 bis 1993 war er gleichzeitig Aufsichtsratsvorsitzender der Banque Arjil. Zudem war er von 1996 bis 2001 Mitglied des Conseil des Marchés Financiers der französischen Finanzaufsicht.
Zur Lagardère Group gehört das seinerzeit weltweit größte Verlagshaus für Magazine Hachette Filipacchi Medias der wiederum 15 % an EADS gehören.  Arnaud Lagardère leitete den Medienbereich der Lagardère Group, während Camus die Rüstungs- und Automobilunternehmen leitete. Das Rüstungsunternehmen des Unternehmens, die Matra Hautes Technologies, fusionierte unter der Leitung von Camus 1999 mit der staatlichen Aérospatiale zur Aérospatiale-Matra. Dies war die erste Privatisierung eines Flugzeugherstellers in Frankreich. Im selben Jahr wurde die erst gegründete Aérospatiale Matra Group Teil von European Aeronautic Defence and Space Company(EADS), was ein Konglomerat der DaimlerChrysler Aerospace (DASA), Aérospatiale Matra Group, und Construcciones Aeronauticas SA (CASA) war.
2001 wurde Camus der Leiter des Institut d'Expertise et de Prospective (Institute für Zukunftsforschung) an der École normale supérieure und gleichzeitig Präsident de der französischen Luftfahrtindustrievereinigung Groupement des Industries Françaises Aéronautiques et Spatiales (GIFAS).

## Mitgliedschaften
Camus war und ist Mitglied bzw. Vorsitzender in den Aufsichtsräten von Hachette SA, Hachette Distribution Services, Dassault Aviation, Lagardère Active Broadcast, Hachette Filipacchi Médias, La Provence, Nice-Matin sowie Editions P. Amaury und ebenfalls Mitglied diverser Arbeitsgruppen von Airbus und Aero Ré.

## Auszeichnungen
- 1989: Aerospace Laureate (Frankreich)
- 2001: Chevalier der Ehrenlegion
- 2004: Verdienstorden der Bundesrepublik Deutschland

## Persönliches
Camus ist verheiratet und hat 2 Kinder.